# Kingsley (cràter)
Kingsley és un cràter d'impacte en el planeta Venus de 26,6 km de diàmetre. Porta el nom de Mary Kingsley (1862-1900), exploradora i escriptora anglesa, i el seu nom va ser aprovat per la Unió Astronòmica Internacional el 1994.